# Schleuse Straubing
Die Schleuse Straubing wurde mit der Gesamtbaumaßnahme Staustufe Straubing 1993 für die Durchgängigkeit der Schifffahrt auf der Donau errichtet.

## Lage und technische Daten
Die Kammer der Einzelschleuse liegt an Donau-Kilometer 2322,02, hat bei einer Kammerlänge von 264 m eine nutzbare Länge von 230 m und eine Nutzbreite von 24 m. Die Schleusenkammer wurde in Betonbauweise errichtet und wird am Ober- und Unterhaupt jeweils durch ein zweiflügeliges Stemmtor verschlossen. Jedes Stemmtor hat ein Gewicht von 83 t. Die 14 Meter hohen und 12 Meter breiten Stahltore stehen auf einem Kalottenlager. Füllung und Entleerung der Kammer erfolgen über Umlaufkanäle mit je zwei Umlaufschützen am Ober- und Unterhaupt als Verschluss.
Die Kammerfüllzeit beträgt 20 Minuten bei einem Schleusenwasservolumen von 44.000 m³. Eine Schleusung dauert 25 Minuten. Die Schleuse fasst 73.000 m³. Das Niveau der Oberkante der Schleusenplattform liegt auf 321,5 m ü. NN, das Niveau des Drempel des Unterwassers liegt auf 308,7 m ü. NN.
Für Wartungs- und Reparaturarbeiten an Toren und Verschlüssen verfügt die Schleuse über einen Portalkran mit 100 t Tragfähigkeit, der über die gesamte Schleusenlänge verfahren werden kann.

### Fallhöhe und Wasserspiegel
Am zugehörigen Wehr des Kraftwerk Straubings liegt das Ausbaustauziel bei 320 m ü. NN, die Wasserspiegel des Schleusen-Unterwassers liegen bei Mittelwasserstand auf 313,75 m ü. NN und bei Regulierungs-Niedrig-Wasserstand (RNW) bei 312,32 m ü. NN. Die entsprechende Fallhöhe beträgt bei Mittelwasser 6,25 Meter und bei RNW 7,68 Meter. Auf einer Infotafel bei der Anlage wird die Fallhöhe der Schleuse mit 6,21 m angegeben.

## Steuerung
Die Schleuse wird aus der Leitzentrale der WSV in Regensburg ferngesteuert.  Durch diese Leitzentrale werden auch die Schleusen Geisling, Regensburg und Bad Abbach fernbedient. Ursprünglich wurde die Schleuse Straubing aus dem Schleusenturm vor Ort bedient.

## Brücke
Unmittelbar unterhalb des Unterhaupts quert die Kagerser Brücke den Schleusenkanal Alte Donau.

## Fehlstrecke
Die Kilometrierung der Donau weist in der Schleuse Straubing eine Fehlstrecke von 7,9 Kilometer aus. Deshalb gibt es am Schleusenbecken sowohl die Kilometermarkierung 2330 als auch 2322.

## Galerie

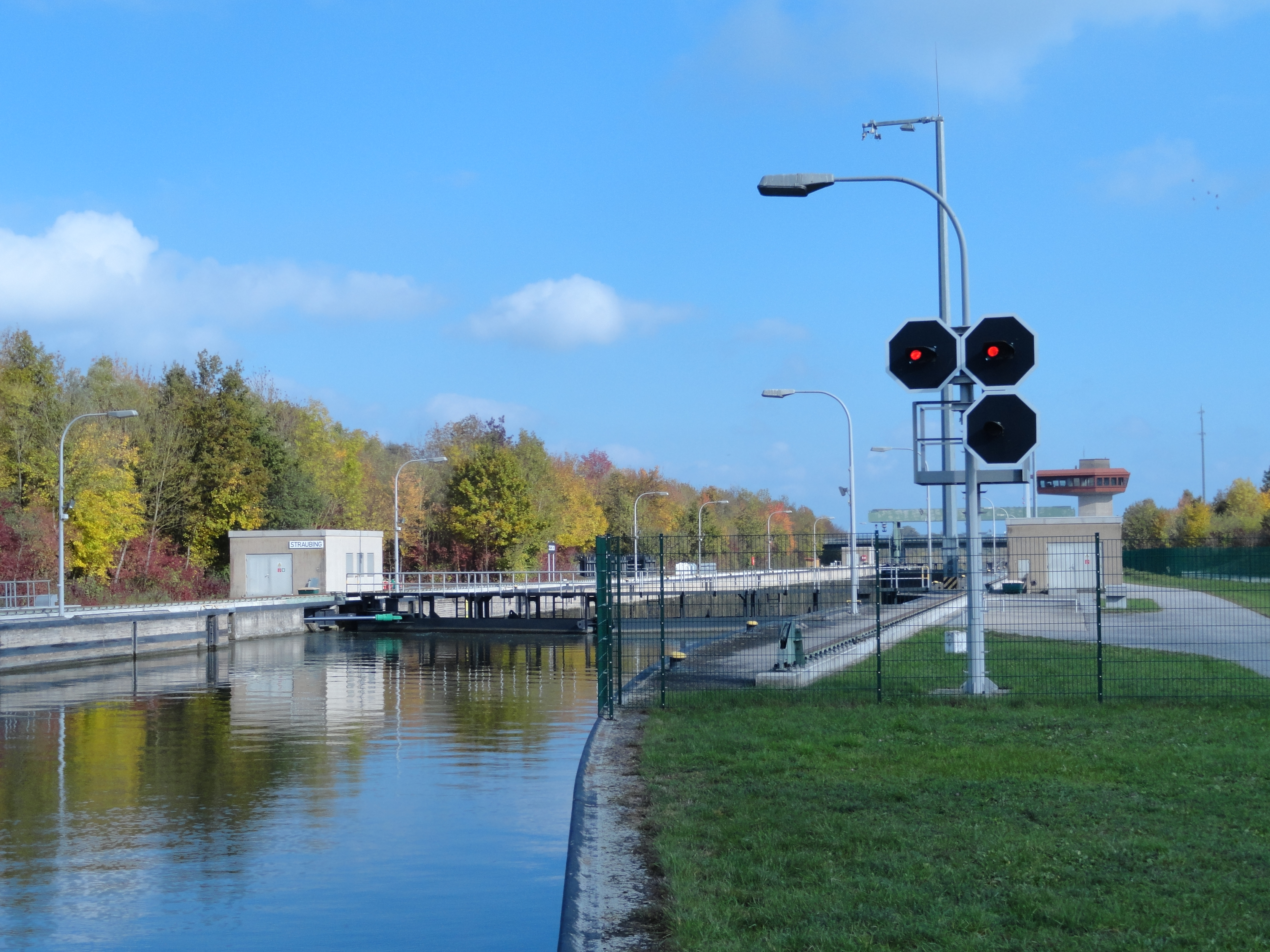
Blick vom Oberwasser auf das Oberhaupt
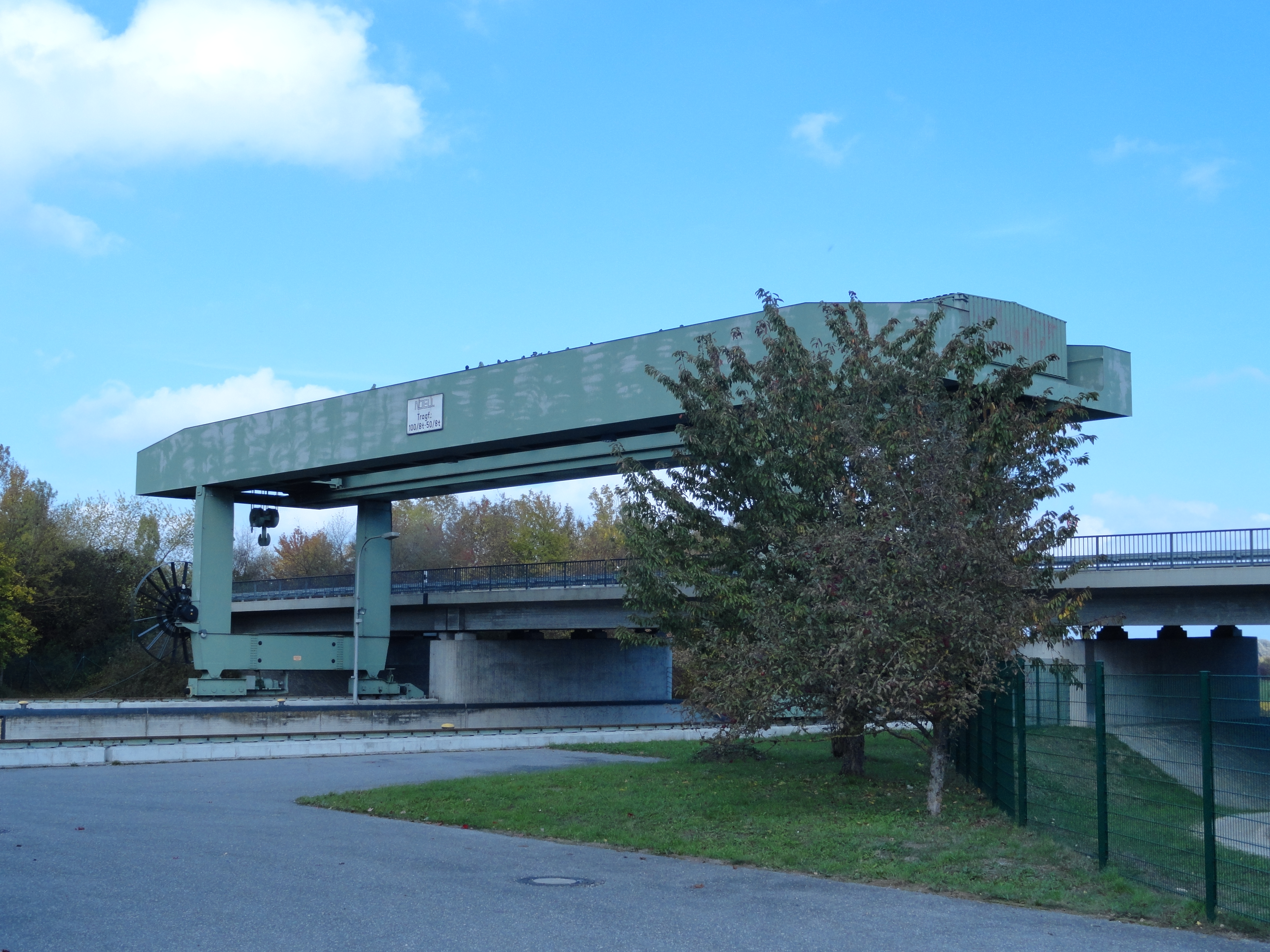
100t Portalkran
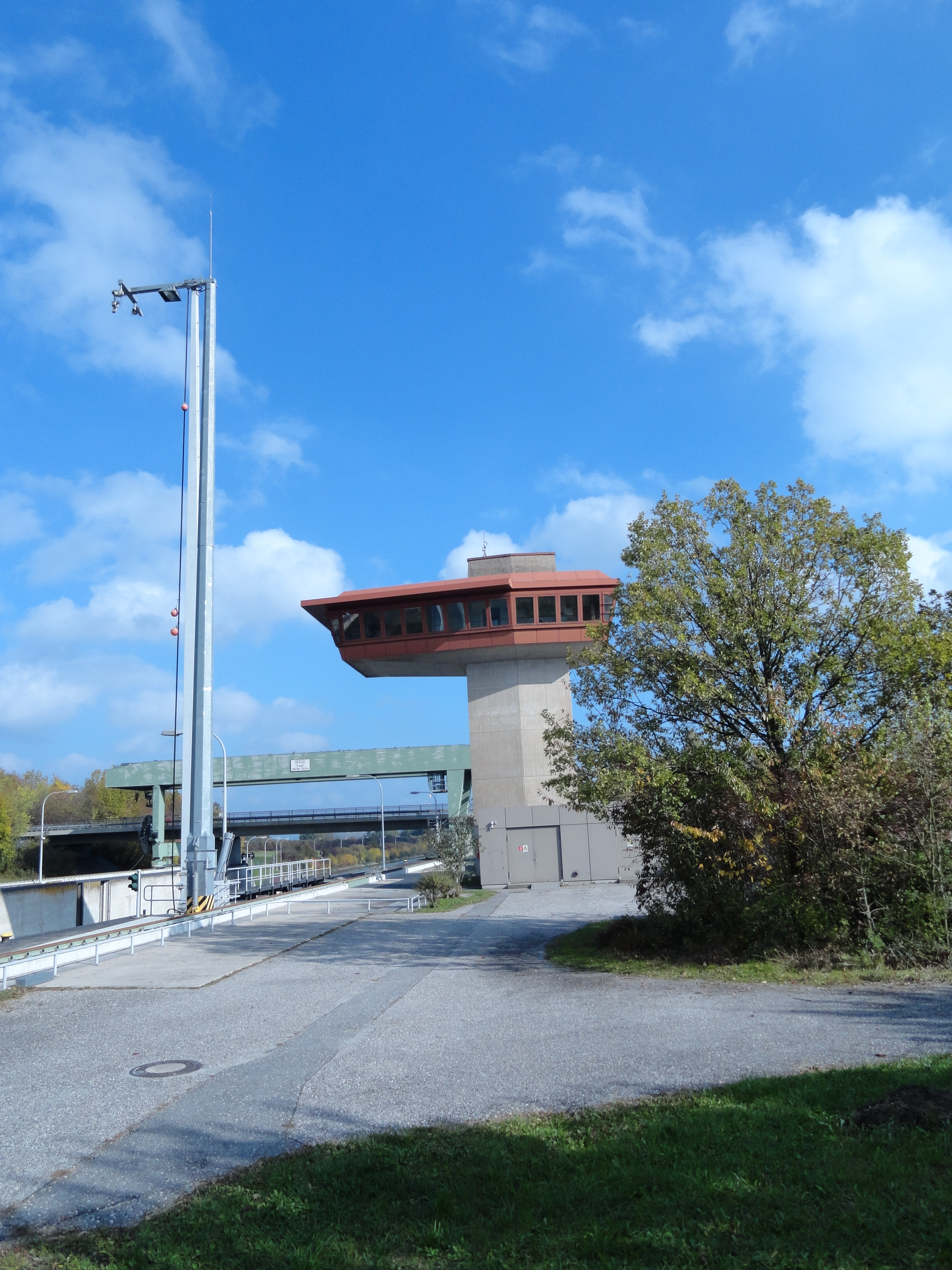
Nicht mehr benutzter Schleusenturm
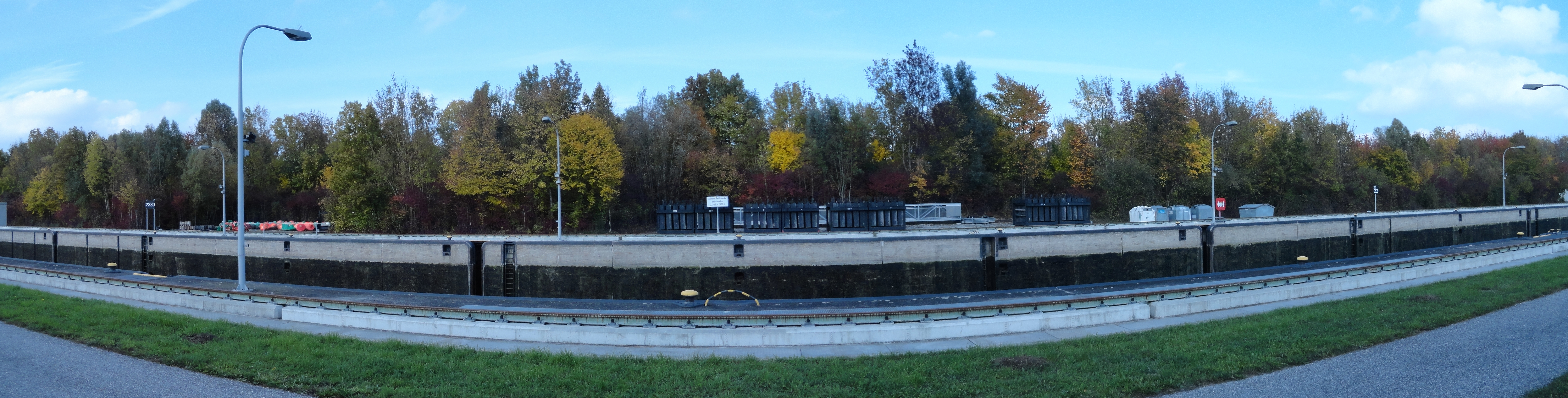
Kennzeichnungen der Fehlstrecke in der Schleuse